# With Love and Squalor
With Love and Squalor è il secondo album discografico in studio (il primo per una major) del gruppo musicale indie rock statunitense We Are Scientists, pubblicato nel 2005.

## Tracce
1. Nobody Move, Nobody Get Hurt – 3:12
2. This Scene Is Dead – 3:43
3. Inaction – 2:32
4. Can't Lose – 3:31
5. Callbacks – 2:02
6. Cash Cow – 2:35
7. It's A Hit – 3:26
8. The Great Escape – 3:18
9. Textbook – 4:01
10. Lousy Reputation – 2:35
11. Worth The Wait – 2:43
12. What's The Word – 3:17